# Lista de prêmios e indicações recebidos por Demi Lovato
Durante sua carreira, Demi Lovato ganhou mais de 50 prêmios em mais de 100 indicações, a lista consiste num total aproximado em 1 prêmio no VMA, 1 prêmio no ALMA Awards, 5 prêmios em 12 indicações no People's Choice Awards, 2 prêmios no Latin American Music Awards, 14 prêmios de 48 indicações ao Teen Choice Awards, 6 indicações ao World Music Awards, 1 indicação ao Brit Award com Olly Murs e 4 indicações no Billboard Music Awards. Em 2016, Lovato recebeu sua primeira indicação ao Grammy com seu álbum Confident e a sua segunda veio em 2019 com Fall in Line com Christina Aguilera. Coleciona inúmeras indicações e prêmios por seus trabalhos em séries, filmes, álbuns, singles, itens pessoais, ou também por seu ativismo em prol da comunidade LGBT, de esforços humanitários e filantrópicos ou também por ser uma voz e inspiração na luta contra o bullying, distúrbios alimentares, automutilação, além de transtorno bipolar. Por esses engajamentos já recebeu o Vanguard Award no GLAAD Media Awards por apoiar à causa LGBT e fazer uma diferença significativa no estímulo à igualdade e à aceitação; Recebeu também o prêmio Rulebreaker no Billboard Women in Music de 2015, que reconhece artistas do sexo feminino que usam sua música e plataforma para promover uma mensagem poderosa para os jovens, sendo a primeira a ser homenageada com o mesmo e foi premiada e homenageada no "unite4: good" com o título de "Jovem Luminária" por seus trabalhos filantrópicos nas organizações "We Day" e "Free The Children". Já recebeu prêmios também por suas composições, 3 prêmios ASCAP e 2 prêmios BMI.

## Prêmios e indicações de Demi Lovato

### ALMA Awards
| Ano  | Categoria                                   | Trabalho            | Resultado | Ref.  |
| ---- | ------------------------------------------- | ------------------- | --------- | ----- |
| 2009 | Especial Realização na Música               | Demi Lovato         | Indicado  | [ 1 ] |
| 2011 | Atriz de TV Favorita – Liderança em Comédia | Sonny with a Chance | Venceu    | [ 2 ] |
| 2012 | Artista Feminina Favorita da Música         | Demi Lovato         | Indicado  | [ 3 ] |

### American Music Awards
| Ano  | Categoria               | Trabalho    | Resultado | Ref.  |
| ---- | ----------------------- | ----------- | --------- | ----- |
| 2018 | Artista Social Favorito | Demi Lovato | Indicado  | [ 4 ] |

### American Partnership for Eosophilic Disorders Awards
| Ano  | Categoria                         | Trabalho    | Resultado | Ref.  |
| ---- | --------------------------------- | ----------- | --------- | ----- |
| 2009 | Embaixadora Honorária da Educação | Demi Lovato | Venceu    | [ 4 ] |

### ASCAP Pop Music Awards
| Ano  | Categoria                | Trabalho                | Resultado |
| ---- | ------------------------ | ----------------------- | --------- |
| 2013 | Melhor Composição do Ano | Give Your Heart a Break | Venceu    |
| 2016 | Melhor Composição do Ano | Cool for the Summer     | Venceu    |
| 2018 | Melhor Composição do Ano | Sorry Not Sorry         | Venceu    |
| 2018 | Melhor Composição do Ano | No Promises             | Venceu    |

### Billboard Music Awards
| Ano  | Categoria                         | Trabalho    | Resultado | Ref. |
| ---- | --------------------------------- | ----------- | --------- | ---- |
| 2016 | Melhor Artista Social             | Demi Lovato | Indicado  |      |
| 2018 | Melhor Artista Feminina           | Demi Lovato | Indicado  |      |
| 2018 | Melhor de Canção Dance/Eletrônica | No Promises | Indicado  |      |
| 2018 | Melhor Artista Social             | Demi Lovato | Indicado  |      |

### Billboard Latin Music Awards
| Ano  | Categoria                    | Trabalho        | Resultado | Ref.  |
| ---- | ---------------------------- | --------------- | --------- | ----- |
| 2019 | Latin Pop Song of the Year   | Échame la culpa | Indicado  | [ 5 ] |
| 2019 | Crossover Artist of the Year | Demi Lovato     | Indicado  | [ 5 ] |

### Billboard Touring Awards
| Ano  | Categoria                               | Trabalho             | Resultado | Ref.  |
| ---- | --------------------------------------- | -------------------- | --------- | ----- |
| 2012 | Prêmio de Marketing e Promoção de Shows | Demi Lovato/Hallmark | Venceu    | [ 4 ] |

### Grammy Awards
| Ano  | Categoria                      | Trabalho     | Resultado |
| ---- | ------------------------------ | ------------ | --------- |
| 2016 | Best Pop Vocal Album           | Confident    | Indicado  |
| 2019 | Best Pop Duo/Group Performance | Fall in Line | Indicado  |

### iHeartRadio Music Awards
| Ano  | Categoria                       | Trabalho           | Resultado | Ref. |
| ---- | ------------------------------- | ------------------ | --------- | ---- |
| 2014 | Melhor Fã Clube                 | Lovatics           | Indicado  |      |
| 2016 | Melhor Fã Clube                 | Lovatics           | Indicado  |      |
| 2016 | Melhor Cover                    | Hello              | Indicado  |      |
| 2017 | Melhor Fã Clube                 | Lovatics           | Indicado  |      |
| 2018 | Canção Dance do Ano             | No Promises        | Indicado  |      |
| 2018 | Melhor Fã Clube                 | Lovatics           | Indicado  |      |
| 2018 | Melhor Videoclipe               | Sorry Not Sorry    | Indicado  |      |
| 2018 | Bichinho de Estimação Mais Fofo | Batman             | Indicado  |      |
| 2022 | Melhor Cover                    | I'm Still Standing | Indicado  |      |
| 2025 | Favorito na Tela                | Child Star         | Pendente  |      |

### Premio Lo Nuestro
| Ano  | Categoria                    | Trabalho                   | Resultado | Ref. |
| ---- | ---------------------------- | -------------------------- | --------- | ---- |
| 2025 | Colaboração Crossover do Ano | "Chula" (with Grupo Firme) | Indicado  |      |

### Kids Choice Awards da Colômbia
| Ano  | Categoria                               | Trabalho    | Resultado | Ref.  |
| ---- | --------------------------------------- | ----------- | --------- | ----- |
| 2014 | Artista ou Grupo Internacional Favorito | Demi Lovato | Indicado  | [ 6 ] |

### Meus Prêmios Nick
| Ano  | Categoria                                      | Trabalho          | Resultado |       |
| ---- | ---------------------------------------------- | ----------------- | --------- | ----- |
| 2012 | Prêmio Especial de "Rainha do Pop Adolescente" | Demi Lovato       | Venceu    |       |
| 2013 | Artista Internacional Favorito                 | Demi Lovato       | Venceu    | [ 7 ] |
| 2014 | Melhor Fandom                                  | Lovatics          | Venceu    |       |
| 2015 | Artista Internacional Favorito                 | Demi Lovato       | Venceu    |       |
| 2016 | Artista Internacional Favorito                 | Demi Lovato       | Indicado  |       |
| 2017 | Vídeo Internacional Favorito                   | Sorry Not Sorry   | Venceu    |       |
| 2017 | Melhor Show no Brasil                          | Villa Mix Goiânia | Indicado  |       |

### MTV Awards

#### MTV Millennial Awards
| Ano  | Categoria                   | Trabalho    | Resultado | Ref.  |
| ---- | --------------------------- | ----------- | --------- | ----- |
| 2014 | Estrela Global no Instagram | Demi Lovato | Indicado  |       |
| 2020 | Feat Gringo                 | I’m Ready   | Indicado  | [ 8 ] |
| 2020 | Hit Global                  | I Love Me   | Indicado  | [ 8 ] |

#### MTV Video Music Awards
| Ano  | Categoria                            | Trabalho                 | Resultado | Ref.   |
| ---- | ------------------------------------ | ------------------------ | --------- | ------ |
| 2012 | Melhor Clipe com uma Mensagem Social | "Skyscraper"             | Venceu    | [ 9 ]  |
| 2013 | Melhor Vídeo Feminino                | "Heart Attack"           | Indicado  | [ 10 ] |
| 2014 | Melhor Lyric Video                   | "Really Don't Care"      | Indicado  | [ 11 ] |
| 2015 | Canção do Verão                      | "Cool for the Summer"    | Indicado  | [ 12 ] |
| 2016 | Melhor Vídeo de Rock                 | Irresistible             | Indicado  | [ 13 ] |
| 2017 | Canção do Verão                      | "Sorry Not Sorry"        | Indicado  | [ 14 ] |
| 2018 | Melhor Video Pop                     | "Sorry Not Sorry"        | Indicado  |        |
| 2018 | Melhor Video Latino                  | "Echame La Culpa"        | Indicado  |        |
| 2019 | Melhor Dance                         | "Solo"                   | Indicado  |        |
| 2020 | Melhor Clipe com uma Mensagem Social | "I Love Me"              | Indicado  |        |
| 2020 | Melhores Efeitos Visuais             | "I Love Me"              | Indicado  |        |
| 2021 | Melhor clipe com uma Mensagem Social | "Dancing with the Devil" | Indicado  |        |
| 2023 | Melhor clipe com uma Mensagem Social | "Swine"                  | Indicado  |        |
| 2023 | Melhor Video Pop                     | "Swine"                  | Indicado  |        |

#### MTV Movie & TV Awards
| Ano  | Categoria                   | Trabalho                                       | Resultado | Ref.   |
| ---- | --------------------------- | ---------------------------------------------- | --------- | ------ |
| 2017 | Tendências                  | "Roda de Impressões Musicais com Demi Lovato " | Indicado  |        |
| 2018 | Melhor Documentário Musical | "Simply Complicated"                           | Indicado  | [ 15 ] |
| 2021 | Melhor Documentário Musical | "Demi Lovato: Dancing with the Devil"          | Indicado  |        |
| 2023 | Melhor Música               | "Still Alive"                                  | Indicado  |        |

#### People's Choice Awards
| Ano  | Categoria                  | Trabalho    | Resultado |
| ---- | -------------------------- | ----------- | --------- |
| 2011 | Estrela Convidada Favorita | Demi Lovato | Venceu    |
| 2012 | Artista Pop Favorita       | Demi Lovato | Venceu    |
| 2013 | Melhor Celebridade Jurada  | Demi Lovato | Venceu    |
| 2014 | Artista Feminina Favorita  | Demi Lovato | Venceu    |
| 2014 | Favorite Music Fan         | Demi Lovato | Venceu    |

### The Voice Awards
| Ano  | Categoria           | Trabalho                 | Resultado | Ref.   |
| ---- | ------------------- | ------------------------ | --------- | ------ |
| 2012 | Melhor Documentário | Demi Lovato: Stay Strong | Venceu    | [ 16 ] |

### Unite4: Humanity Awards
| Ano  | Categoria       | Trabalho      | Resultado | Ref. |
| ---- | --------------- | ------------- | --------- | ---- |
| 2014 | Jovem Iluminada | "Demi Lovato" | Venceu    |      |

### YouTube Music Awards
| Ano  | Categoria           | Trabalho       | Resultado | Ref. |
| ---- | ------------------- | -------------- | --------- | ---- |
| 2013 | Melhor Vídeo do Ano | "Heart Attack" | Indicado  |      |

### Young Artist Awards
| Ano  | Categoria                                                     | Trabalho                    | Resultado | Ref.   |
| ---- | ------------------------------------------------------------- | --------------------------- | --------- | ------ |
| 2009 | Melhor Performance em uma série de TV                         | Camp Rock                   | Venceu    | [ 17 ] |
| 2010 | Melhor Performance em uma série de TV, minissérie ou especial | Princess Protection Program | Venceu    | [ 18 ] |
| 2014 | Música do Verão                                               | Really Don't Care           | Indicado  | [ 19 ] |
| 2014 | Artista da Música Mais Quente                                 | Demi Lovato                 | Indicado  |        |